# Stanisław Zołociński

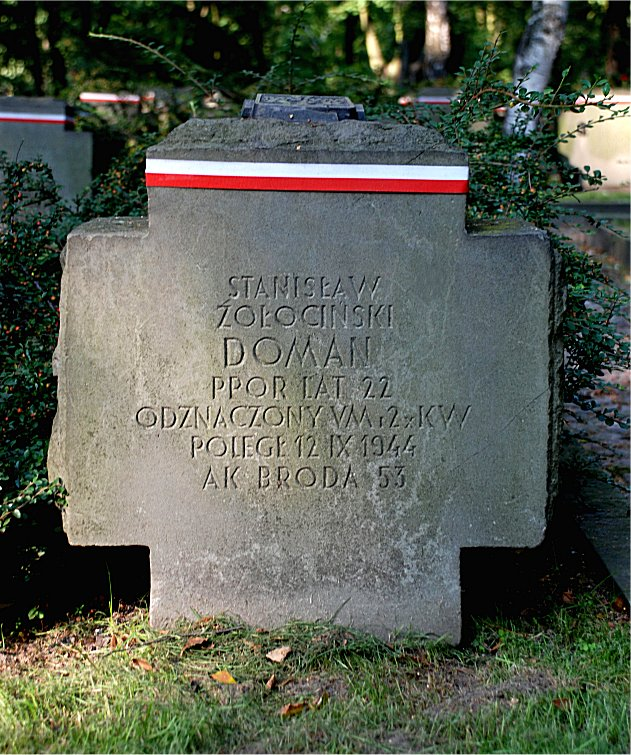
Powązki Wojskowe

Stanisław Zołociński ps. „Doman” (ur. 1 stycznia 1922, zm. 1944 w Warszawie) – uczestnik powstania warszawskiego w stopniu sierżanta podchorążego, pośmiertnie mianowany podporucznikiem.

## Życiorys
W powstaniu warszawskim służył jako dowódca drużyny w Batalionie „Czata 49" w Zgrupowaniu „Radosław” Armii Krajowej. Wraz ze swoim oddziałem walczył na Woli i Starym Mieście. Ciężko ranny w natarciu na ul. Stawki, z odniesionych ran zmarł w szpitalu Jana Bożego przy ul. Bonifraterskiej 12, najprawdopodobniej 13 sierpnia 1944. Miał 22 lata.
Został odznaczony dwukrotnie Krzyżem Walecznych i Orderem Virtuti Militari z rozkazu Dowódcy AK nr 515 z 21 VIII 1944. Uzasadnienie nadania mu krzyża VM brzmiało: „za wyjątkową odwagę osobistą wykazaną w walkach”. Nr krzyża: 13070. Pochowany na Powązkach Wojskowych w kwaterach żołnierzy i sanitariuszek Brygady Dywersji „Broda 53" (kwatera A24-12-9).